# Vincenc Šembera
Vincenc Šembera (12. června 1837 Pacov – 19. října 1908 Třebnice) byl rakouský a český velkostatkář a politik, na přelomu 19. a 20. století poslanec Českého zemského sněmu.

## Biografie
Narodil se v Pacově. Vystudoval šest tříd gymnázia a pak se věnoval hospodářství. Po dobu dvanácti let působil jako správce panství hraběte Kinského v Chlumci nad Cidlinou. Roku 1867 koupil velkostatek v Rašovicích a Křtěnovicích u Mladé Vožice. Podle jiného zdroje zakoupil statek v Rašovicích až roku 1878 od rodiny zesnulého Antonína Rombalda. Koncem 19. století byl rovněž aktivní v regionální politice. Zastával funkci okresního starosty v Mladé Vožici.
Koncem století se zapojil i do zemské politiky. Ve volbách v roce 1895 byl zvolen v kurii velkostatkářské do Českého zemského sněmu. Politicky patřil ke Straně konzervativního velkostatku. Mandát obhájil ve volbách v roce 1901 a volbách v roce 1908.
Zemřel v říjnu 1908. Jeho otcem byl pacovský právník a politik Vincenc Šembera, během revolučního roku 1848 poslanec Říšského sněmu.